# 尼基察·耶拉維奇
尼基察·積拉域（克羅埃西亞語發音：[nîkitsa jělaʋitɕ]，1985年8月27日—）是一位克羅地亞職業足球員，他在場上司職前鋒。

## 生平

### 球會
積拉域於15歲加盟哈伊杜克青年隊，兩年後獲提升上一隊。2007年轉投比甲的SV祖爾特瓦雷根。僅一季後再跳槽到奧超的維也納迅速。2010年夏季積拉域以400萬英鎊加盟蘇超球會格拉斯哥流浪，簽約四年，是球隊自2002年以580萬英鎊買入阿迪達後，近八年來最高價收購的球員。
2012年1月31日積拉域轉投英超球會愛華頓，簽約四年半，身價達到550萬英鎊。
2014年1月15日，英超球會侯城以破球會紀錄轉會費簽入謝拉域並簽下三年半合約。

### 國家隊
國際賽入球
| # | 日期          | 場地                   | 對賽球隊 | 入球 | 比數 | 競賽   |
| - | ------------- | ---------------------- | -------- | ---- | ---- | ------ |
| 1 | 2009年10月8日 | 里耶卡Kantrida體育場   |          | 3–2  | 3-2  | 友誼賽 |
| 2 | 2010年8月11日 | 布拉迪斯拉发帕先基球場 | 斯洛伐克 | 1–1  | 1–1  | 友誼賽 |

## 榮譽
格拉斯哥流浪
- 蘇格蘭足球超級聯賽：2010/11年；
- 蘇格蘭聯賽盃冠軍：2011年；

## 外部連結
- 足球数据库：尼基察·耶拉維奇的球员统计数据